# Heather Donahue
Heather Donahue (ur. 12 grudnia 1974 w Upper Darby w Pensylwanii) – amerykańska aktorka filmowa, telewizyjna i teatralna.

## Życiorys
Znana przede wszystkim dzięki jednej z głównych ról w kultowym horrorze Eduardo Sáncheza i Daniela Myricka pt. Blair Witch Project (1999). Za występ w tym filmie aktorka zdobyła Złotą Malinę oraz była nominowana do Blockbuster Entertainment Award oraz OFCS Award. Donahue nominowano także do nagrody Saturna za rolę Mary Crawford-Adult w serialu Stevena Spielberga Wybrańcy obcych (Taken, 2002).
Znana jest raczej z występów teatralnych. Zagrała między innymi w takich sztukach, jak Sen nocy letniej oraz Don Juan. Po przeprowadzce do Nowego Jorku, udzielała się w teatrze eksperymentalnym. Obecnie mieszka w Los Angeles.

## Filmografia
- 1997: Raw: Stripped to the Bone jako Sadey
- 1999: Sticks and Stones: Investigating the Blair Witch jako Heather Donahue
- 1999: Blair Witch Project jako Heather Donahue
- 2000: Home Field Advantage jako Wendy
- 2000: Dziewczyny i chłopaki (Boys and Girls) jako Megan
- 2001: Po tamtej stronie (The Outer Limits) jako Claire Linkwood
- 2001: Seven and a Match jako Whit
- 2001: The Velvet Tigress
- 2002: The Walking Hack of Asbury Park jako Wendy
- 2002: Nowa szata (New Suit) jako Molly
- 2002: Wchodzimy na antenę! (The Big Time)
- 2002: Wybrańcy obcych (Taken) jako Mary Crawford-Adult
- 2003: Bez śladu (Without a Trace) jako Linda Schmidt
- 2005: U nas w Filadelfii (It's Always Sunny in Philadelphia) jako Stacy Corvelli
- 2005: Manticore jako kpl. Keats
- 2008: The Morgue jako Nan